# Opéra Hélikon

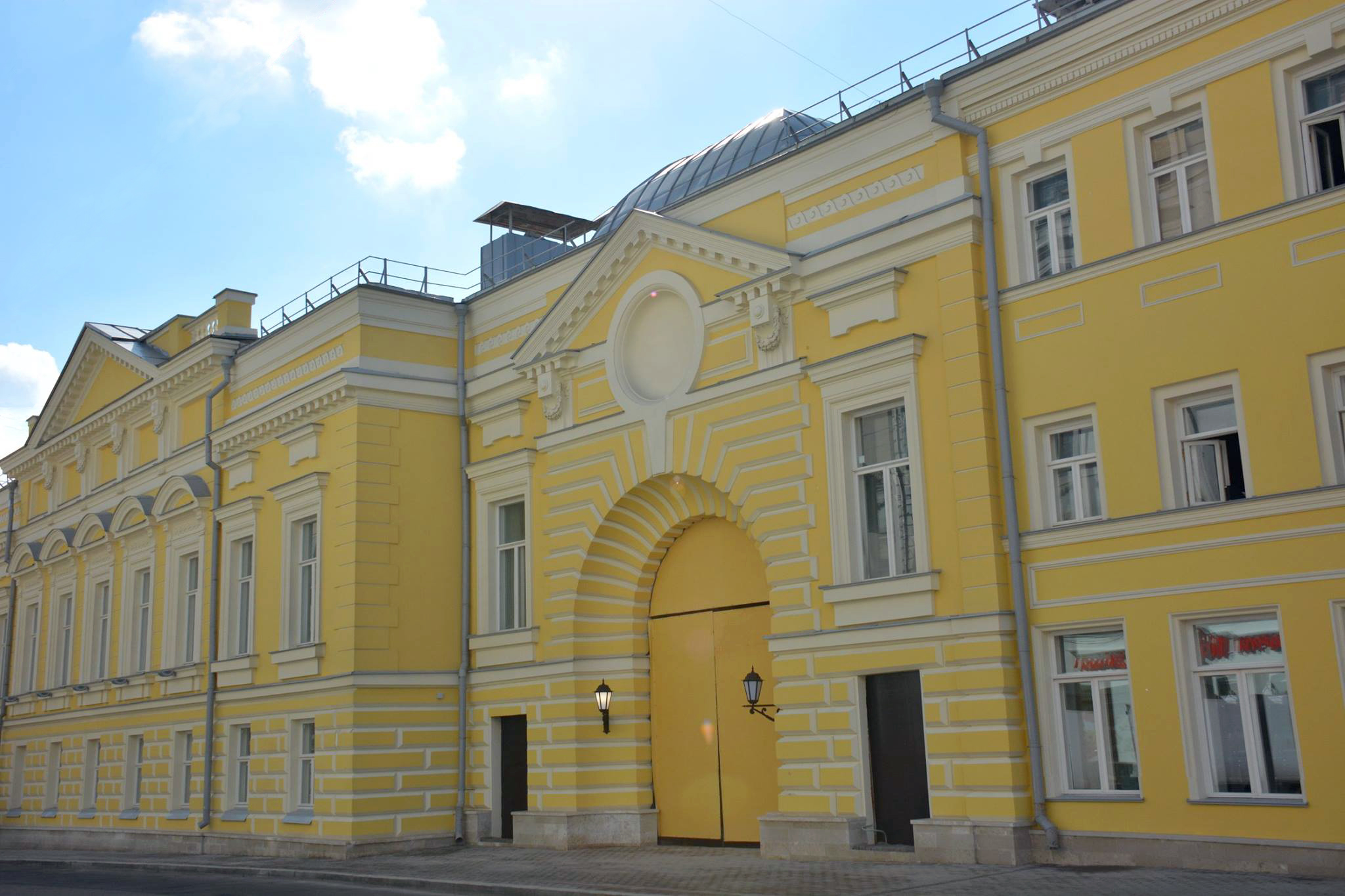
Façade donnant sur la rue Bolchaïa Nikitskaïa.

L' Opéra Hélikon (en russe : Геликон-Опера) est une salle de théâtre de Moscou consacrée à l'opéra et aux concerts classiques. Il se situe rue Bolchaïa Nikitskaïa, non loin du Conservatoire de Moscou, dans l'ancien hôtel particulier de la famille Chakhovskoï.
Cette salle, avec un restaurant attenant, a ouvert le 10 avril 1990 et est dirigée actuellement par Dmitri Bertman (en), artiste du peuple de Russie, et s'est distinguée notamment pour ses représentations des Contes d'Hoffmann et récemment de Lady Macbeth de Mtsensk de Chostakovitch. Sa troupe a fait plusieurs tournées en France.